# Nicholas Bennett
Pour les articles homonymes, voir Nicholas Bennett (nageur) et Bennett.
Nicholas Jerome Bennett (né le 7 mai 1949) est un homme politique britannique et l'actuel maire du Borough londonien de Bromley. Membre du Parti conservateur, il est député de 1987 à 1992, représentant la circonscription de Pembrokeshire, et sous-secrétaire d'État parlementaire au bureau gallois de 1990 à 1992.

## Carrière
Bennett est né à Hampstead, Londres. Il fait ses études à la Sedgehill School, avant de prendre ses O-Levels et A-Levels dans des établissements d'enseignement supérieur. Il obtient un BA en philosophie à la Polytechnic of North London, un certificat de troisième cycle en éducation (PGCE) à l'Institute of Education de l'Université de Londres et une maîtrise en gestion de l'éducation à l'Université du Sussex.
Il est instituteur de 1976 à 1985 et travaille également pendant une période dans l'édition pédagogique.
Il est conseiller conservateur dans le Borough londonien de Lewisham de 1974 à 1982, en tant que leader de l'opposition dans le borough de 1979 à 1981. Il est également membre de l'Inner London Education Authority (ILEA) de 1978 à 1981, où il siège aux comités du développement et des écoles.
Après s'être présenté sans succès pour Hackney Central en 1979, Bennett est élu député de Pembrokeshire aux élections générales de 1987. Il est membre du Comité spécial sur les affaires galloises de 1987 à 1990 et du Comité spécial sur la procédure de 1988 à 1990, et est vice-président (Pays de Galles) du Comité d'organisation du groupe parlementaire conservateur en 1990. Il est nommé secrétaire parlementaire privé du ministre d'État au ministère des Transports, Roger Freeman, en 1990, avant de devenir sous-secrétaire d'État parlementaire au bureau gallois de 1990 à 1992.
Aux élections générales de 1992, Bennett est battu par le candidat du Parti travailliste Nick Ainger. Bennett se présente comme candidat dans la circonscription de Reading West aux élections générales de 1997, mais est battu par Martin Salter du Labour.
Bennett est membre du Conseil de financement de l'éducation complémentaire pour l'Angleterre (FEFCE) de 1992 à 1997. Il est conseiller en affaires publiques chez Price Waterhouse de 1993 à 1998, avant de devenir directeur général de l'Association of Consulting Engineers de 1998 à 2002. En 2003, il crée sa propre société, Kent Refurbishment Ltd, qui entreprend des activités de développement immobilier et de conseil en éducation et affaires publiques.
En 2006, 2010 et 2012, Bennett est élu conseiller du quartier West Wickham dans le Borough londonien de Bromley. En mai 2012, il est élu président du comité d'élaboration et d'examen des politiques d'éducation du Conseil.
Bennett est magistrat local à Battersea. En avril 2012, il est l'un des rares étrangers à voyager beaucoup en Corée du Nord.
Bennett est l'arrière-petit-fils maternel de Tom Mann (1856–1941), célèbre syndicaliste britannique et cofondateur du Parti travailliste (Royaume-Uni).